# Nyugati szürke óriáskenguru

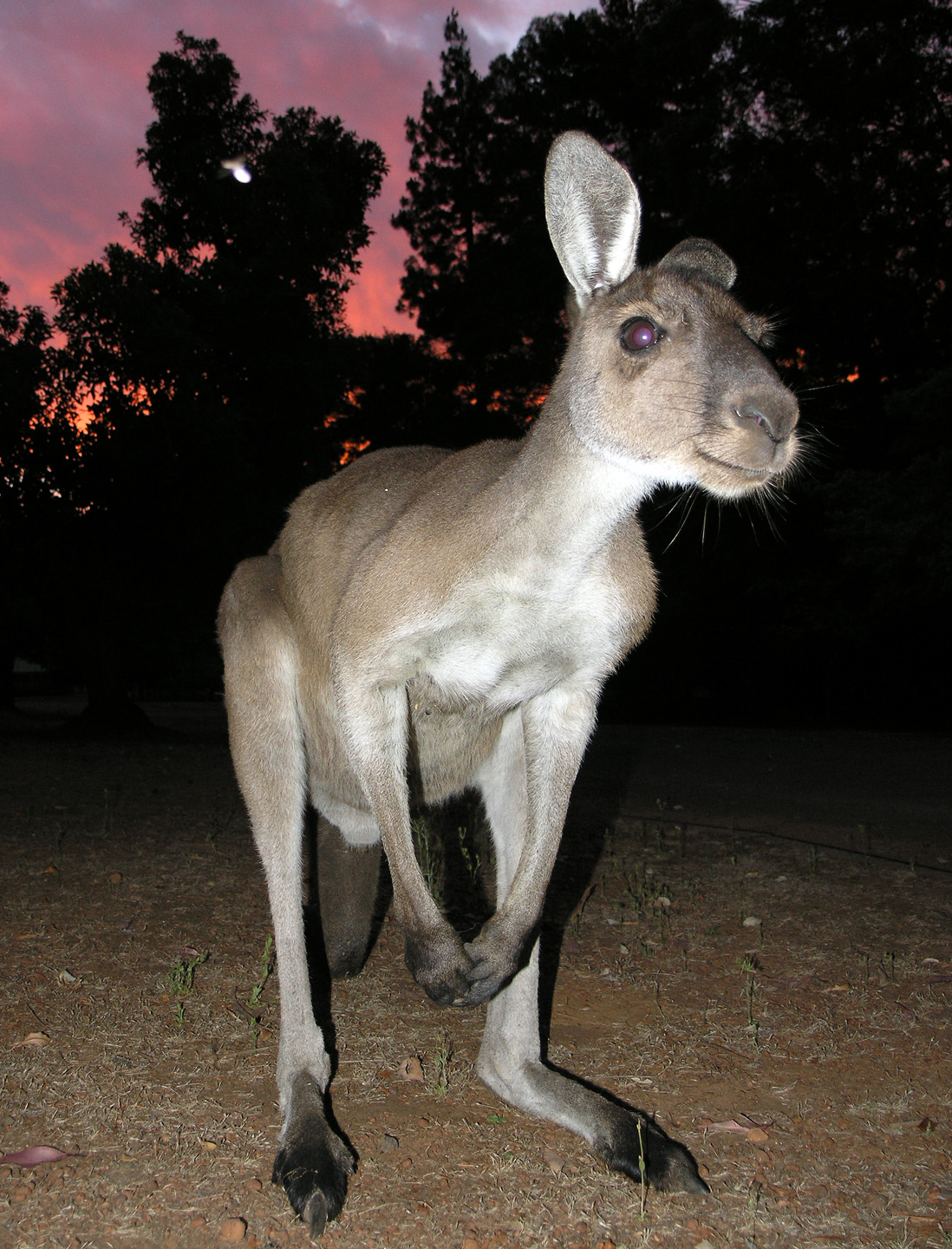

A nyugati szürke óriáskenguru (Macropus fuliginosus) a Diprotodontia rendhez, ezen belül a kengurufélék (Macropodidae) családjához tartozó faj.
A három óriáskenguru faj közül ez a legkisebb.
A természettudósok sokáig nem jutottak egyezségre, hogy a szürke óriáskenguruknak vajon hány fajuk él Ausztráliában. A múlt században legalább három faját különböztették meg, századunk közepe táján pedig az egész társaságot egyetlen fajba olvasztották össze. (Ez magyarázza az alfajoknál szokásos háromtagú fajnevet.) A hetvenes évek elején két ausztrál kutató, W. E. Poole és H. J. Kirsch, rendkívül alapos kutatásaik alapján megállapították, hogy a szürke óriáskengurukon belül két faj különíthető el, nevezetesen egy keleti és egy nyugati faj.

## Alfajai
- Macropus fuliginosus fuliginosus – Kenguru-szigeti szürke óriáskenguru
- Macropus fuliginosus melanops – Nyugat-ausztráliai szürke óriáskenguru
- Macropus fuliginosus ocydromus – Délnyugat-ausztráliai szürke óriáskenguru

## Életmódja
A legtöbb kenguruval ellentétben nem kifejezetten éjszakai állat, de a déli forróságban is inkább megpihen az árnyékban. Hajnalban és délelőtt, valamint a késő délutáni, esti órákban aktív a leginkább. Közepes nagyságú csoportokat alkot, amelyekben nemcsak nőstényeket és fiatalokat, hanem több hím állatot is találunk. A hímek megverekszenek rangsorbeli helyükért. A csapat együtt, egy viszonylag kisebb területen szétszéledve jár táplálék után. Táplálékuk jobbára fűfélékből áll.

## Szaporodása

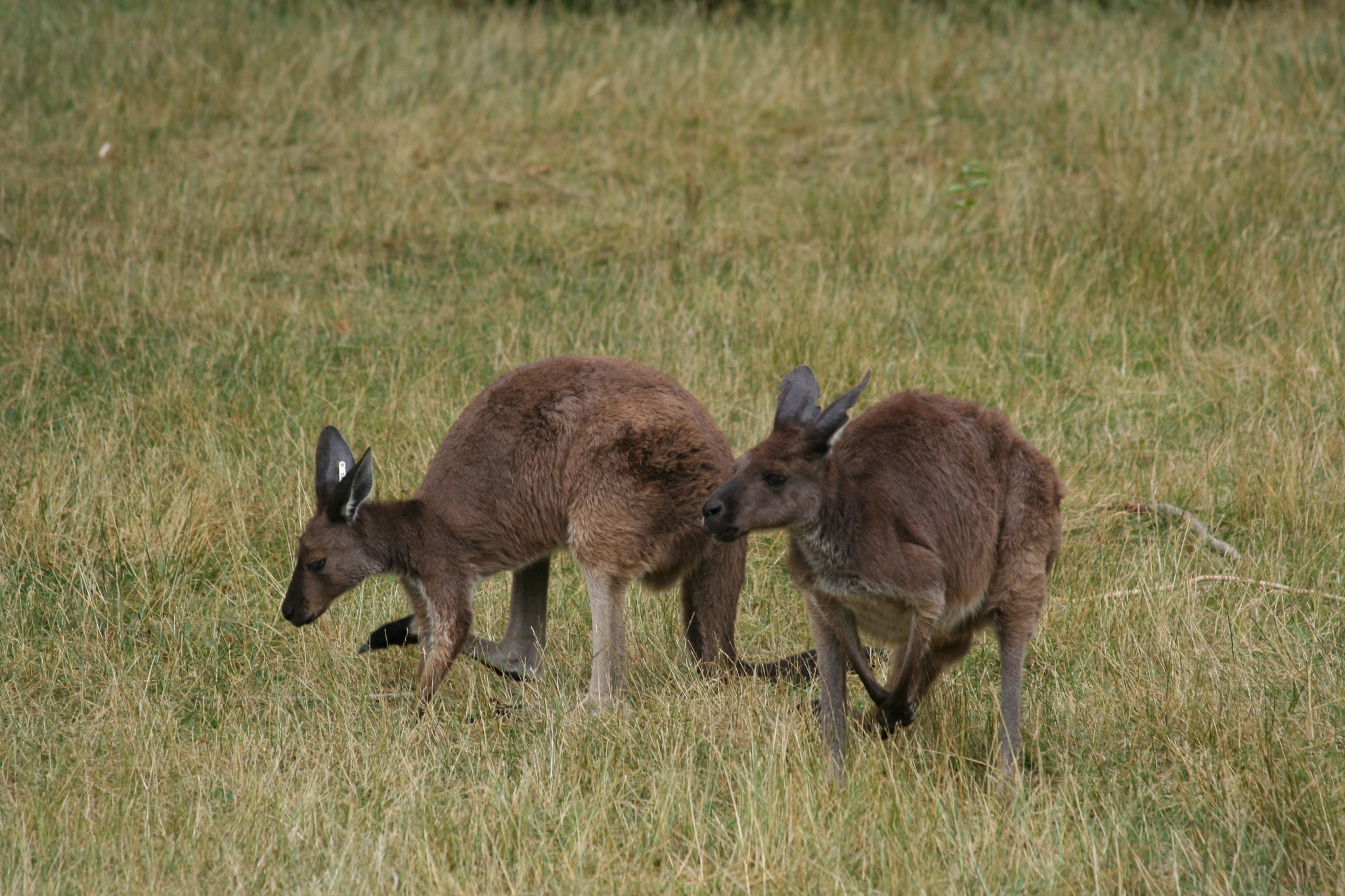

Az ivarérettséget 1,5–2 éves kor között éri el. A párzási időszak egész évben tart, az élelem és a víz mennyiségétől függ. A vemhességi idő – mint minden erszényesnél – igen rövid, átlagosan csak 30,5 nap. Az újszülött nagyon apró és embriószerűen fejletlen, tömege alig néhány gramm. Ennek ellenére teljesen egyedül, segítség nélkül mászik fel anyja erszényébe, ahol rácsimpaszkodik a négy emlő egyikére, és hosszú hetekig el sem ereszti azt. Életének első hónapjait az erszényben tölti, s később is gyakran visszajár oda, ha veszedelem fenyegeti. Csak 42 hetes korában hagyja el végleg az erszényt. Amikor elhagyja az erszényt, körülbelül 3,5 kilogramm a testtömege. Az idő előrehaladtával a fiatal kenguru egyre több időt tölt az erszényen kívül, de a születéstől számított 235 nap táján az anya már nem engedi vissza, hiszen várja a következő kölykét. A kölyköket mintegy egyéves korukig szoptatja az anyaállat. A nősténykengurunak folyamatosan lehetnek kölykei – egyszerre lehet vemhes, hordozhat kölyköt az erszényében, és kísérheti őt egy harmadik kölyök is.
Nemcsak a nyugati szürke óriáskengurura, hanem az összes többi óriáskenguru-fajra jellemző az, hogy a nőstények lényegesen kisebbek a hímeknél. Ennek az a magyarázata, hogy a nőstények, amint elérik felnőttkori fejlettségüket, nem növekednek tovább. Ezzel szemben a hímek, ahogy telnek-múlnak az évek, folyamatosan tovább növekednek, még ha egyre csökkenő ütemben is. Bár a nőstények kisebbek maradnak, de általában tovább élnek a hímeknél. Bár az állatkerti óriáskenguruk gyakorta elérik a húszéves életkort is, a természetben ez igen nagy ritkaságnak számít. A természetben ugyanis sokkal mostohább körülmények uralkodnak, s ennek hatására sok állat már kölyökkorában elpusztul.

## Természetvédelmi helyzete

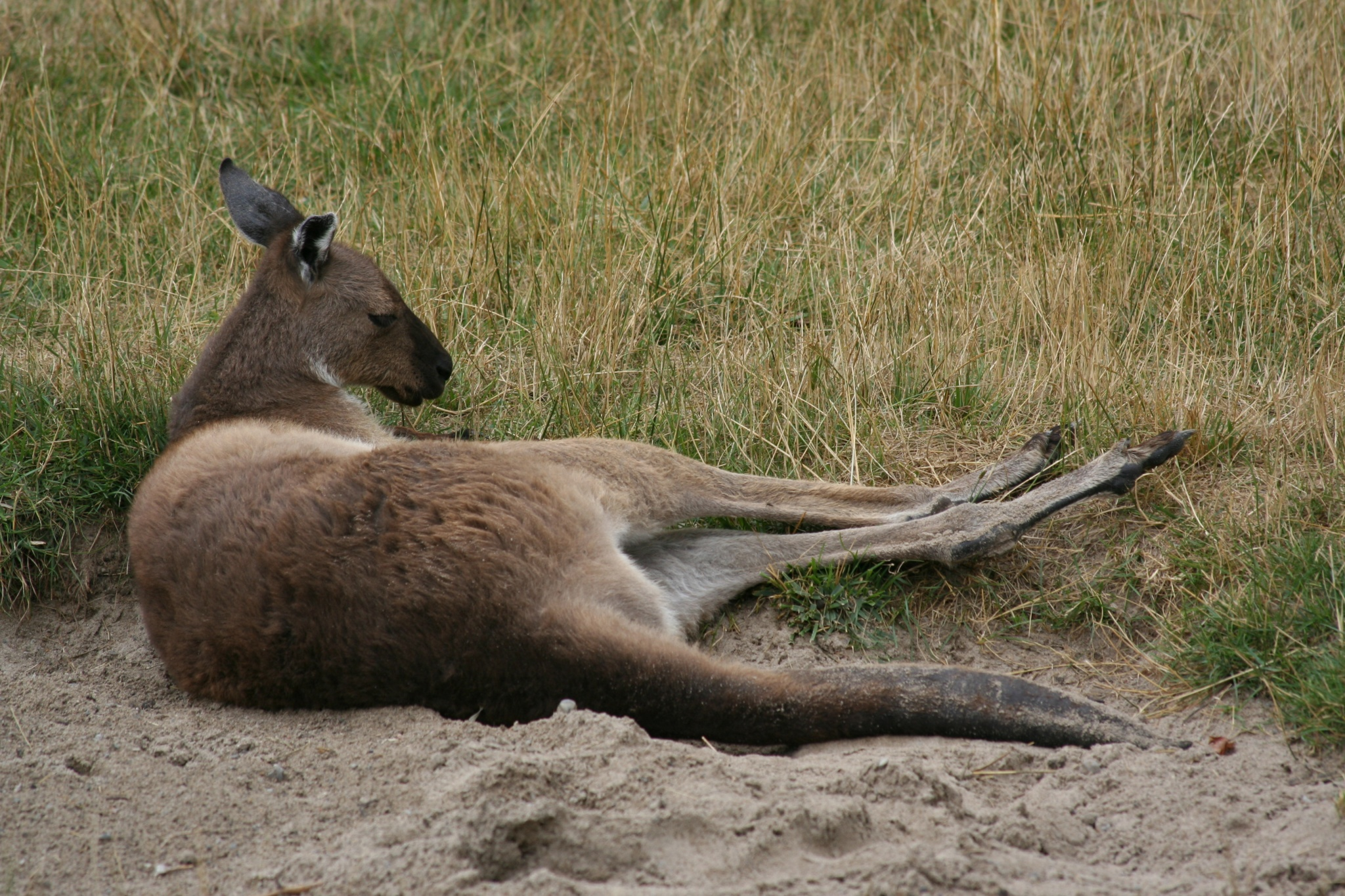

A nyugati szürke óriáskenguru Ausztráliában a vadászható fajok közé tartozik, bár évente csak meghatározott számú állatot lőhetnek ki. Gyérítésükre azért van szükség, mert szemben a bozót- és erdőlakó kengurufajokkal, melyeknek megártott az ember erdőirtási tevékenysége, az óriáskenguruk nyílt vidéki fajok, így az erdőirtásuk után kialakult nyílt füves pusztákon nagy számban elterjedtek. Mivel nagyon jó ugrók, könnyedén átugorják a drótkerítéseket, melyeket a farmerek húztak, hogy megvédjék birka- vagy marhalegelőiket. A kenguruk néhány helyen tömegesével települtek be a legelőkre, és a farmerek aggódnak, hogy eleszik a füvet a jószágaik elől.
Kedvelt állatkerti faj. Őshazájában, Ausztráliában szinte minden állatkertben, még a legkisebbekben is megtalálható és sok gazdálkodó is tart szelídített óriáskengurukat birtokán. Európában is kedvelt, és mivel a hideget is viszonylag jól viseli, eléggé elterjedt állat.
Magyarországon a fajt egyedül a Budapesti Állatkertben mutatják be. A nyugati szürke óriáskenguruk 1983 óta élnek Budapesten, ekkor ajándékozta a törzsalapító tenyészállatokat az állatkertnek a nyugat-ausztráliai Perth állatkertje.